# کلسیم فرمات
کلسیم فرمات (به انگلیسی: Calcium formate) با فرمول شیمیایی Ca(HCOO)۲ یک ترکیب شیمیایی با شناسه پاب‌کم ۱۰۹۹۷ است. که جرم مولی آن ۱۳۰٫۱۱۳ g/mol می‌باشد. شکل ظاهری این ترکیب، پودر سفید است.